# Mỹ nghệ than đá

Mỹ nghệ trên than đá là các sản phẩm mỹ nghệ và cũng là nghề thủ công thực hiện trên than đá. Tại Việt Nam, nghề này được phát triển từ cuối thế kỷ 20 tại vùng mỏ than đá ở Quảng Ninh.
Các sản phẩm là các tác phẩm điêu khắc từ hình dạng con trâu, con nai, gạt tàn thuốc lá đến những hình mang tính nghệ thuật cao. Khách hàng ưa thích các sản phẩm ở sự độc đáo về chất liệu than đá và tính thẩm mỹ. Giá bán sản phẩm dao động từ vài chục ngàn đồng đến vài triệu đồng.